# توم غلاس
توم غلاس (بالإنجليزية: Tom Glass)‏ هو لاعب كرة قاعدة أمريكي، ولد في 29 أبريل 1898 في غرينزبورو في الولايات المتحدة، وتوفي بنفس المكان في 15 ديسمبر 1981.

## وصلات خارجية
- توم غلاس على موقعبيزبول رفرنس.كوم (الدوري الرئيسي) (الإنجليزية)
- توم غلاس على موقعبيزبول رفرنس.كوم (الدوري الثانوي) (الإنجليزية)
- توم غلاس على موقع جمعية أبحاث البيسبول الأمريكية (الإنجليزية)